# Bell Peak
Il  Bell Peak  è un  picco roccioso alto 1.620 m, che sormonta uno sperone volto verso sudest, situato appena a sudovest del Ghiacciaio Sargent. È compreso nell'Herbert Range, catena montuosa che fa parte dei Monti della Regina Maud, in Antartide. 
Il picco fu probabilmente osservato dal gruppo sud della spedizione polare di Roald Amundsen nel 1911. Fu poi grossolanamente mappato dalla spedizione dell'esploratore polare Richard Evelyn Byrd nel 1928-30.
La denominazione fu assegnata dall'Advisory Committee on Antarctic Names (US-ACAN), in onore di G. Grant Bell, che aveva condotto studi sui raggi cosmici presso la Stazione McMurdo nell'inverno del 1962.